# Sylvinho
Pour l’article ayant un titre homophone, voir Silvinho.
CacaSylvio Mendes Campo Júnior, dit Sylvinho, né le 12 avril 1974 à São Paulo au Brésil, est un footballeur international brésilien, évoluant au poste d'arrière gauche, reconverti en entraîneur. Il officie tout d'abord en tant qu'entraîneur adjoint dans différents clubs brésiliens de 2011 à 2013 avant de seconder Roberto Mancini à l'Inter Milan de 2014 à 2016. Il revient ensuite au Brésil où il intègre le staff de l'équipe nationale. 
Le 28 mai 2019, il signe dans le club de l'Olympique lyonnais, succédant à Bruno Génésio en tant qu'entraîneur de l'équipe première. Après une série de contre-performances en championnat, il est cependant écarté par le club lyonnais le 7 octobre 2019 avant d'être définitivement licencié au profit de Rudi Garcia le 14 octobre 2019.
Sans club depuis, il devient l'entraîneur des Corinthians (Brésil) le 23 mai 2021. Après des mauvais résultats en fin de saison 2021-2022, il est licencié par les Corinthians.
Il est nommé sélectionneur de l’Albanie en janvier 2023. Il arrive à qualifier son équipe à l’ Euro 2024, une première depuis l’édition 2016.

## Biographie

### Carrière de joueur

#### En club
Sylvinho a tenté sa chance avec beaucoup de succès dans trois des plus grands championnats de football de la planète : le Brasileirão, la Premier League et la Liga.
Il commence sa carrière professionnelle en 1994 au SC Corinthians, une des équipes de sa ville natale, São Paulo. 
Ses qualités et sa régularité lui ouvrent les portes du football européen en 1999, année où il arrive à Arsenal. Lors de la saison 2000-2001, ses performances lui valent d'être élu dans l'équipe type de Premier League.
Après avoir passé deux saisons à Arsenal, il rejoint la Liga espagnole dans les rangs du Celta de Vigo où il côtoie Florian Maurice. Il participe activement à la qualification du club galicien pour la Ligue des champions 2003-2004, une performance considérée comme l'un des plus grands exploits de l'histoire du Celta.
Il arrive au FC Barcelone à l'orée de la saison 2004-2005 et y conquiert notamment deux Ligue des champions (en 2006 puis en 2009). Il termine sa carrière à Barcelone par un triplé historique en 2009, en remportant respectivement la Ligue des Champions, le Championnat d'Espagne et la Coupe d'Espagne.
Le 25 août 2009, il rejoint Manchester City où il signe un contrat d’une durée d’un an. Lors d'un match de FA Cup contre Scunthorpe le 24 janvier 2010, il se fait remarquer en marquant un but sur une frappe spectaculaire à longue distance. Sans club après son départ de Manchester City à l'été 2010, il met un terme à sa carrière en juillet 2011.

#### En sélection
Sylvinho débute avec l'équipe nationale du Brésil le 28 mars 2001 lors d'un match contre l'Équateur, sous les ordres de l'entraîneur Émerson Leão. Au total il est sélectionné à six reprises en équipe nationale.

### Carrière d'entraîneur

#### Entraîneur adjoint
Deux mois après avoir mis fin à sa carrière de joueur, il devient en septembre 2011 entraîneur adjoint du Cruzeiro Esporte Clube. Il y remporte le Championnat du Minas Gerais de football en 2011. 
Il est ensuite entraîneur adjoint du Sport Club do Recife en 2012 et du Clube Náutico Capibaribe en 2013.
En juillet 2013, il intègre le staff des Corinthians, son club formateur, pour une saison, où il remporte le Championnat de São Paulo de football en 2013 et la Recopa Sudamericana la même année.
Il devient ensuite entraîneur adjoint puis coach technique de l'Inter Milan de 2014 à 2016.
Cette année-là, le club de Corinthians lui propose le poste d'entraîneur numéro 1, mais il refuse, préférant intégrer l'équipe du Brésil en tant qu'entraîneur adjoint. Il devient en parallèle sélectionneur de l'équipe du Brésil olympique en avril 2019.

#### Entraîneur de l'Olympique lyonnais
Le 17 mai 2019, il est libéré par la Confédération brésilienne de football. 
Le jour-même, la chaîne RMC Sport annonce que Sylvinho a trouvé un accord avec l'OL et qu'il succédera à Bruno Génésio en tant qu’entraîneur de l'équipe première.
Le 28 mai 2019, l'OL officialise l'arrivée de Sylvinho en tant qu'entraîneur. Ce dernier signe avec le club un contrat de deux ans. Cependant, le club annonce que Sylvinho doit au préalable passer un examen dans le courant du mois de juin afin d'obtenir la licence UEFA Pro A, le seul diplôme reconnu par la Confédération européenne et la France, pour pouvoir occuper la fonction d'entraîneur principal en Europe.
Après des matchs de préparations compliqués (une victoire pour quatre défaites), il débute par deux victoires contre Monaco et contre Angers, respectivement sur le score de 3-0 et 6-0 pour le compte de la première et deuxième journée de Ligue 1 2019-2020. Malgré ce début de saison prometteur, l'équipe ne parvient ensuite pas à confirmer et enchaîne les déconvenues en championnat (trois matches nuls et quatre défaites). En ligue des champions, son bilan est largement meilleur car il obtient un match nul face au Zénith Saint-Petersbourg et une victoire face au RB Leipzig.
Le 7 octobre 2019, à la suite d'une ultime défaite dans le derby contre l'AS Saint-Etienne (défaite 1-0), l'Olympique lyonnais annonce mettre en œuvre une procédure pouvant aboutir à la rupture du contrat de travail de Sylvinho. Quelques jours plus tard, il est remplacé dans ses fonctions par le français Rudi Garcia.

#### Entraîneur des Corinthians
Il devient l'entraîneur des Corinthians (Brésil) le 23 mai 2021. Il est licencié le 3 février 2022 après une défaite dans le championnat Paulista contre Santos.

#### Sélectionneur de l’Albanie
Il devient sélectionneur de l’Albanie au début de l’année 2023. Il arrive à qualifier son équipe à l’Euro 2024. Son équipe termine première du groupe E des phases de qualifications devant la Tchéquie et la Pologne notamment. Son équipe finit dernière du Groupe B avec 1 point, derrière l’Espagne, l’Italie et la Croatie.

## Profil

### En tant que joueur
Tous les joueurs brésiliens paraissent portés naturellement vers l'attaque. Bien que Sylvinho ait joué toute sa carrière au poste de défenseur latéral, il ne déroge pas à la règle. Le joueur de São Paulo possède une technique fine qui lui permettait une vraie participation aux phases offensives où ses centres millimétrés faisaient merveille.
Emmanuel Petit, qui fut son coéquipier à Arsenal, le décrit comme un joueur « à l'intelligence intuitive », techniquement habile dans le rôle de contre-attaquant à l'image des latéraux modernes.

### En tant qu'entraîneur
Vagner Mancini, qui l'a eu comme adjoint, le décrit comme un entraîneur « exigeant » et « tactique », adepte d'un jeu basé sur la possession mais privilégiant les transitions de balle rapides vers l'avant.
Ses différentes expériences au Brésil et en Europe lui ont permis de se forger une réputation d'entraîneur polyglotte, pratiquant à la fois l'anglais, l'italien, l'espagnol et le portugais.

## Statistiques détaillées

### En tant que joueur
| Saison                | Club                  | Championnat           | Championnat | Championnat | Coupe(s) nationale(s) | Coupe(s) nationale(s) | Supercoupe | Supercoupe | Compétition(s) continentale(s) | Compétition(s) continentale(s) | Compétition(s) continentale(s) | Brésil | Brésil | Total | Total |
| Saison                | Club                  | Division              | M.          | B.          | M.                    | B.                    | M.         | B.         | Comp.                          | M.                             | B.                             | M.     | B.     | M.    | B.    |
| 1995                  | SC Corinthians        | Série A               | 20          | 3           | 5                     | 1                     | -          | -          | -                              | -                              | -                              | -      | -      | 25    | 4     |
| 1996                  | SC Corinthians        | Série A               | 32          | 3           | 4                     | 2                     | -          | -          | CL                             | 9                              | 0                              | -      | -      | 45    | 5     |
| 1997                  | SC Corinthians        | Série A               | 22          | 2           | 2                     | 0                     | -          | -          | -                              | -                              | -                              | -      | -      | 24    | 2     |
| 1998                  | SC Corinthians        | Série A               | 34          | 3           | 6                     | 3                     | -          | -          | -                              | -                              | -                              | -      | -      | 40    | 6     |
| 1999                  | SC Corinthians        | Série A               | 28          | 4           | 4                     | 1                     | -          | -          | CL                             | 9                              | 1                              | -      | -      | 41    | 6     |
| Sous-total            | Sous-total            | Sous-total            | 136         | 15          | 21                    | 7                     | -          | -          | -                              | 18                             | 1                              | -      | -      | 175   | 23    |
| 1999-2000             | Arsenal FC            | Premier League        | 31          | 1           | 5                     | 0                     | 1          | 0          | C1+C3                          | 1+8                            | 0                              | 2      | 0      | 48    | 1     |
| 2000-2001             | Arsenal FC            | Premier League        | 24          | 2           | 3                     | 0                     | -          | -          | C1                             | 7                              | 2                              | 4      | 0      | 38    | 4     |
| Sous-total            | Sous-total            | Sous-total            | 55          | 3           | 8                     | 0                     | 1          | 0          | -                              | 16                             | 2                              | 6      | 0      | 86    | 5     |
| 2001-2002             | Celta de Vigo         | Liga                  | 23          | 0           | 2                     | 0                     | -          | -          | C3                             | 2                              | 0                              | -      | -      | 27    | 0     |
| 2002-2003             | Celta de Vigo         | Liga                  | 32          | 1           | 2                     | 0                     | -          | -          | C3                             | 3                              | 0                              | -      | -      | 37    | 1     |
| 2003-2004             | Celta de Vigo         | Liga                  | 29          | 0           | 5                     | 0                     | -          | -          | C1                             | 9                              | 0                              | -      | -      | 43    | 0     |
| Sous-total            | Sous-total            | Sous-total            | 84          | 1           | 9                     | 0                     | -          | -          | -                              | 14                             | 0                              | -      | -      | 107   | 1     |
| 2004-2005             | FC Barcelone          | Liga                  | 21          | 0           | -                     | -                     | -          | -          | C1                             | 3                              | 0                              | -      | -      | 24    | 0     |
| 2005-2006             | FC Barcelone          | Liga                  | 26          | 2           | 2                     | 0                     | 2          | 0          | C1                             | 1                              | 0                              | -      | -      | 31    | 2     |
| 2006-2007             | FC Barcelone          | Liga                  | 13          | 0           | 4                     | 0                     | 1          | 0          | C1+SE                          | 2+1                            | 0                              | -      | -      | 21    | 0     |
| 2007-2008             | FC Barcelone          | Liga                  | 14          | 0           | 4                     | 0                     | -          | -          | C1                             | 4                              | 0                              | -      | -      | 22    | 0     |
| 2008-2009             | FC Barcelone          | Liga                  | 15          | 0           | 8                     | 0                     | -          | -          | C1                             | 7                              | 1                              | -      | -      | 30    | 1     |
| Sous-total            | Sous-total            | Sous-total            | 89          | 2           | 18                    | 0                     | 3          | 0          | -                              | 18                             | 1                              | -      | -      | 128   | 3     |
| 2009-2010             | Manchester City       | Premier League        | 10          | 0           | 5                     | 1                     | -          | -          | -                              | -                              | -                              | -      | -      | 15    | 1     |
| Sous-total            | Sous-total            | Sous-total            | 10          | 0           | 5                     | 1                     | -          | -          | -                              | -                              | -                              | -      | -      | 15    | 1     |
| Total sur la carrière | Total sur la carrière | Total sur la carrière | 374         | 21          | 61                    | 8                     | 4          | 0          | -                              | 66                             | 4                              | 6      | 0      | 511   | 33    |

### En tant qu'entraîneur
| Club               | Début            | Fin            | Résultats | Résultats | Résultats | Résultats | Résultats |
| Club               | Début            | Fin            | M         | V         | N         | D         | V. %      |
| ------------------ | ---------------- | -------------- | --------- | --------- | --------- | --------- | --------- |
| Olympique lyonnais | 28 mai 2019      | 7 octobre 2019 | 11        | 3         | 4         | 4         | 27.30     |
| SC Corinthians     | 23 mai 2021      | 3 février 2022 | 43        | 16        | 14        | 13        | 37.21     |
| Albanie            | 1er janvier 2023 |                | 9         | 5         | 3         | 1         | 62.50     |
| Total              | Total            | Total          | 63        | 24        | 21        | 18        | 38.71     |

## Palmarès
| SC Corinthians (5) | Arsenal FC (1) | FC Barcelone (9) | Équipe du Brésil               |
| --- | --- | --- | ------------------------------ |
| - Champion de l'État de São Paulo (3) - Champion en 1995, 1997 et 1999 - Champion du Brésil (1) - Champion en 1998 - Coupe du Brésil (1) - Vainqueur en 1995 | - Charity Shield (1) - Vainqueur en 1999 - Coupe UEFA - Finaliste en 2000 - Coupe d'Angleterre - Finaliste en 2001 | - Liga (3) : - Champion en 2005, 2006,2009 - Coupe du Roi (1) : - Vainqueur en 2009 - Supercoupe d'Espagne (2) : - Vainqueur en 2005, 2006 - Ligue des champions (2) : - Vainqueur en 2006, 2009 - Coupe de Catalogne (1) - Vainqueur en 2005 | - Gold Cup - Troisième en 1998 |

| Cruzeiro                                          | Corinthians                                                                  |
| ------------------------------------------------- | ---------------------------------------------------------------------------- |
| - Championnat du Minas Gerais de football en 2011 | - Championnat de São Paulo de football en 2013 - Recopa Sudamericana en 2013 |

| Olympique Lyonnais                 |
| ---------------------------------- |
| - Emirates Cup - Vainqueur en 2019 |